# Micrapatetis orthozona
Micrapatetis orthozona là một loài bướm đêm trong họ Noctuidae.